# Нибель, Дирк
Дирк Нибель (нем. Dirk Niebel; род. 29 марта 1963, Гамбург) — немецкий политик, с 28 октября 2009 года по 17 декабря 2013 года министр экономического сотрудничества и развития Германии. В 2005—2009 годах Нибель был генеральным секретарём Свободной демократической партии Германии (СвДП).

## Биография
Завершив в 1983 году курс среднего обучения, Дирк уехал в Израиль и один год провел в кибуце. Позже он в течение восьми лет служил офицером в воздушно-десантных войсках бундесвера в Кальве, был командиром разведывательного взвода и в 2007 году все ещё оставался капитаном запаса.
После службы в армии Нибель учился в Германском колледже государственного управления в Маннхайме и закончил учебу в 1993 году со степенью магистра государственного управления.
С 1993 по 1998 год Дирк Нибель работал в бюро по трудоустройству в Зинсхайме, подразделении Федеральной службы занятости Гейдельберга.
В 1977 году четырнадцатилетний Нибель вступил в Молодёжный союз Германии, молодежную организацию под патронажем Христианско-демократического союза Германии (ХДС), а в 1979 году стал членом этой партии, но спустя два года, в 1981, покинул её ряды.
В 1990 году он вступил в Свободную демократическую партию Германии и был одним из основателей отделения «Молодые либералы», молодежной политической организации под началом СвДП, в Гейдельберге. С 2003 года Нибель стал членом Федерального совета СвДП и одним из членов совета попечителей Фонда Фридриха Наумана. 5 мая 2005 года Федеральный совет избрал его генеральным секретарем партии с результатом в 92,4 % голосов.
Нибель был членом бундестага с 1998 года. С 2002 по 2005 год он был председателем группы земли Баден-Вюртемберг в парламентской группе СвДП. С 1998 года Нибель занимал должность спикера парламентской группы по трудовой политике. Кроме того, с 1998 года Дирк Нибель был членом группы германо-израильских парламентариев. С 2000 года Нибель стал вице-президентом Германо-израильского общества.
Дирк Нибель — сторонник радикальной реформы Федерального агентства занятости. Он считает, что агентство должно выплачивать только пособия по безработице.
Нибель женат, он и его жена Андреа, логопед по профессии, воспитывают троих сыновей.